# Joseph J. Fauliso
Joseph John Fauliso (* 16. Februar 1916 in Stonington, Connecticut; † 20. August 2014) war ein US-amerikanischer Politiker. Zwischen 1980 und 1991 war er Vizegouverneur des Bundesstaates Connecticut.

## Werdegang
Joseph Fauliso absolvierte das Providence College in Rhode Island. Nach einem anschließenden Jurastudium an der Boston University und seiner Zulassung als Rechtsanwalt begann er in diesem Beruf zu arbeiten. Danach wurde er Richter in Hartford. Gleichzeitig schlug er als Mitglied der Demokratischen Partei eine politische Laufbahn ein. Er wurde Stadtrat in Hartford. Seit 1966 gehörte er dem Senat von Connecticut an. Anfang 1980 erklärte er, auf eine weitere Senatskandidatur verzichten zu wollen. Auf Bitte der damaligen Gouverneurin Ella T. Grasso ließ er sich aber umstimmen. Nach seiner erneuten Wahl in den Staatssenat wurde er dort als President Pro Tempore amtierender Präsident dieses Gremiums. Der offizielle Präsident war entsprechend der Staatsverfassung Vizegouverneur William A. O’Neill.
Als Ella Grasso unheilbar an Krebs erkrankte, trat sie am 31. Dezember 1980 vom Amt des Gouverneurs zurück. Sie starb am 5. Februar 1981. Nach diesem Rücktritt wurde Vizegouverneur O’Neill automatisch neuer Gouverneur von Connecticut und Fauliso als amtierender Senatspräsident wurde Vizegouverneur. Dieses Amt bekleidete er nach zwei Wiederwahlen bis zum 9. Januar 1991. Dabei war er Stellvertreter des Gouverneurs und offizieller Vorsitzender des Staatssenats. Sein Verhältnis zu Gouverneur O’Neill war ausgezeichnet. Im Jahr 1990 verzichteten beide Politiker auf eine weitere Kandidatur für ihre Ämter. Mit seiner Frau Ann-Marie hatte Joseph Fauliso einen Sohn.